# Ferruccio Parri

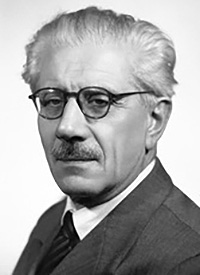
Ferruccio Parri

Ferruccio Parri (Pinerolo, 19 januari 1890 – Rome, 8 december 1981) was een Italiaans politicus en anti-fascist. Hij studeerde letteren en was hoogleraar. Tijdens de Eerste Wereldoorlog was hij oorlogsvrijwilliger aan het Italiaans-Oostenrijks front.

## Levensloop
Na de Eerste Wereldoorlog kwamen de fascisten van Benito Mussolini aan de macht (1922). Parri ontwikkelde zich tot een strijdbaar anti-fascist en keerde zich tegen de dictator. In 1927 was hij lid van een clandestiene anti-fascistische verzetsgroep. In 1933 werd hij gearresteerd, maar na zijn vrijlating bleef hij zich tegen het fascisme verzetten. In 1942 begon het tij voor het fascisme te keren en groeide de anti-fascistische beweging. In dat jaar werd het Nationaal Bevrijdings Comité (CNL) opgericht, waarvan Parri een van de bestuursleden werd. Hij werd opnieuw gearresteerd, maar kwam na de val van Mussolini in juli 1943 weer vrij.
Met Pietro Nenni (socialist) en Alcide De Gasperi (christendemocraat) voerde hij na zijn vrijlating het anti-fascistisch verzet aan (de fascisten en de Duitsers hadden Noord-Italië nog in handen waar - de inmiddels bevrijde - Mussolini en de Duitse bezetter de lakens nog uitdeelden). Parri richtte de Italiaanse Actie-partij (Partito d'Azione, PA) op.
In juni 1945 werd Parri premier van een coalitieregering van de Actie-partij, de Democrazia Cristiana en de Italiaanse Socialistische Partij van de Pietro Nenni. Deze regeringscoalitie functioneerde slecht en werd vervangen door een christendemocratische/socialistische/communistische/liberale coalitie van Alcide De Gasperi in december 1945.
In maart 1946 verliet Parri de Actie-partij en werd lid van de democratisch-republikeinse partij, later omgedoopt tot de Italiaanse Radicale Partij. Van 1948 tot 1958 was hij senator voor de radicalen en daarna van 1958 tot zijn dood voor de Italiaanse Socialistische Partij (de zogenaamde 'Nenni-socialisten'). In 1963 werd hij senator-voor-het-leven.
Ferruccio Parri was hoofdredacteur van het blad L'Astrolabio.